# Lucien Schaeffer
Pour les articles homonymes, voir Schaeffer.
Lucien Schaeffer est un footballeur français né le 6 juin 1928 à Eschau (Bas-Rhin), ville où il est mort le 28 décembre 2016,.

## Biographie
Après avoir été formé et révélé à Strasbourg, Lucien Schaeffer a été le gardien de but de Valenciennes à la fin des années 1950. International amateur, il fit partie de l'équipe de France olympique à Londres en 1948 (quart de finaliste).

## Carrière de joueur
- avant 1947 : Eschau
- 1947-1953 : RC Strasbourg
- 1953-1962 : US Valenciennes-Anzin.

## Palmarès
- International Amateur
- Vainqueur de la Coupe de France en 1951 (avec le RC Strasbourg)
- Finaliste de la Coupe Charles Drago en 1959 avec l'US Valenciennes-Anzin
- Vice-champion de France de D2 en 1962 avec l'US Valenciennes-Anzin.

## Source
- Les Cahiers de l'Équipe 1957, page 129.